# Дисилицид кобальта
Дисилицид кобальта — бинарное неорганическое соединение металла кобальта и кремния с формулой CoSi2,
тёмно-синие кристаллы.

## Получение
- Сильное нагревание смеси кобальта, силицида меди и кремния :

{\displaystyle {\mathsf {Co+Cu_{4}Si+Si\ {\xrightarrow {T}}\ CoSi_{2}+4Cu}}}

## Физические свойства
Дисилицид кобальта образует тёмно-синие кристаллы
кубической сингонии,
пространственная группа F m3m,
параметры ячейки a = 0,5365 нм, Z = 4.